# Golden Motor Car Company
Golden Motor Car Company war ein US-amerikanischer Hersteller von Automobilen.

## Unternehmensgeschichte
Das kurzlebige Unternehmen existierte 1915 in Chicago in Illinois. Es stellte Automobile her, die als Golden vermarktet wurden. Der Erfolg am Markt war gering.

## Fahrzeuge
Soweit bekannt, stand nur ein Modell im Sortiment. Es war ein für die damalige Zeit gewöhnliches Fahrzeug. Auffallend war ein runder Kühlergrill. Eine Quelle meint, dass der Motor ein Vierzylindermotor war. Er war vorne im Fahrzeug montiert und trieb die Hinterachse an. Der Aufbau war ein offener Tourenwagen mit vier Türen und fünf Sitzen. Die Räder waren Drahtspeichenräder.